# László Gyurovszky
László Gyurovszky (ur. 30 września 1959 w Šaľi) – słowacki polityk i przedsiębiorca narodowości węgierskiej, w latach 2002–2006 minister budownictwa i rozwoju regionalnego.

## Życiorys
W latach 1978–1983 studiował na wydziale elektrotechniki SVŠT w Bratysławie, po czym pracował jako inżynier w przedsiębiorstwie budowlanym. Od 1990 do 1992 zajmował się dziennikarstwem, w latach 90. prowadził własną działalność gospodarczą. Po upadku komunizmu związał się z Węgierską Partią Obywatelską, prowadził jej kampanię wyborczą. Od 1998 do 2002 sprawował mandat posła do Rady Narodowej z ramienia Partii Węgierskiej Koalicji. W drugim gabinecie Mikuláša Dzurindy zajmował stanowisko ministra budownictwa i rozwoju regionalnego (2002–2006). W latach 2006–2007 ponownie sprawował mandat posła do Rady Narodowej. Działał później w ugrupowaniu Most-Híd. Po odejściu z parlamentu powrócił do sektora prywatnego, został m.in. przewodniczącym rady nadzorczej przedsiębiorstwa chemicznego (MOL Petrolkémia Zrt.).